# Roman Orłow
Roman Orłow (ur. 20 października 1922 w Warszawie, zm. 14 października 2017 w Psurzu) – polski malarz, kompozytor.

## Życiorys
Syn profesora śpiewu na Państwowej Wyższej Szkole Muzycznej (PWSM) w Łodzi Grzegorza Orłowa (1893–1964) i pianistki Anny Orłow, z d. Młynarskiej (1898–1989). W 1942 roku rozpoczął studia w pracowni Henryka Stażewskiego. Po powstaniu był więźniem wojennym w Niemczech. W trakcie wojny był żołnierzem Drugiego Korpusu generała Andersa. Po powrocie do Polski w 1946 kontynuował studia na ASP w Łodzi w pracowni Adama Rychtarskiego, w 1953 obronił pracę dyplomową. Uważał się za ucznia Władysława Strzemińskiego, który w tamtych latach wykładał na uczelni swoją Teorię Widzenia. W latach 1950–1955 pracował w Instytucie Wzornictwa Przemysłowego w Warszawie, projektował tkaniny dla przemysłu. Otrzymał nagrodę Wzornictwa Tekstylnego. W latach 1955–1957 był wykładowcą na Wydziale Włókienniczym w PWSSP w Łodzi.
Od 1952 był członkiem Związku Polskich Artystów Plastyków i brał udział w licznych wystawach Okręgu Warszawskiego ZPAP (m.in w Zachęcie), jak również w wystawach ogólnopolskich. Od 1966 brał udział w wystawach zagranicznych organizowanych przez BHZ DESA, m.in. w Szwajcarii, Nowej Zelandii, Republice Federalnej Niemiec, Meksyku, Szwecji i Kanadzie. Współpracował z salonami DESY w całej Polsce.
W 1962 roku rozpoczął karierę muzyczną, co spowodowało przerwę w twórczości malarskiej. Skomponował ponad 300 piosenek, śpiewanych przez najlepszych polskich wykonawców, m.in. Marię Koterbską, Irenę Santor, Halinę Kunicką, Annę German, Wojciecha Młynarskiego. Uzyskał wiele nagród na Festiwalach Polskiej Piosenki w Opolu i Sopocie. Jego największe przeboje to „Jesienny pan”, „Z kim tak ci będzie źle jak ze mną”. Był współautorem musicalu Tam-Tam wystawionego w 1967 r. w Operetce Warszawskiej.
W 1980 powrócił do malarstwa, skupiając się na akwarelach. Zmarł 14 października 2017 w Psurzu.

## Wystawy po 1980 roku
- 1980 - Akwarele, w Galerii Futtkamer w Kleve w Niemczech
- 1981 - Wystawa Akwareli, w Bernie, w Szwajcarii
- 1983 - Wystawa Akwareli, w Niemczech
- 1985 - Wystawa Akwareli, w Johannesburgu w RPA
- 1986 - Wystawa Akwareli w Galerii WAREXPO w Warszawie
- 1988 - Wystawa w Galerii 454 w Grosse Piont Park, w Michigan w USA
- 1992 - Wystawa w Galerii Arka w Warszawie
- 1995 - Wystawa Akwareli w Galerii Arka w Warszawie

## Piosenki skomponowane przez Romana Orłowa
- „Dziś nie wiem, kto to jest” (słowa Andrzej Bianusz, wyk. Maria Koterbska)
- „Jesienny pan” (słowa Wojciech Młynarski, z repertuaru Krystyny Konarskiej, Hanny Banaszak, Danuty Błażejczyk, Lory Szafran)
- „Kartoflanka” (słowa Wojciech Młynarski, wyk. Wojciech Młynarski)
- „Ptakom podobni” (słowa Włodzimierz Scisłowski, wyk. Stanisława Celińska)
- „To już nie raz” (słowa Janusz Korczakowski, wyk. Krzysztof Cwynar)
- „Trudniej wierną być w sobotę” (słowa Andrzej Bianusz, z repertuaru Ewy Bem, Kory)
- „Z kim tak ci będzie źle jak ze mną” (słowa Wojciech Młynarski, wyk. Kalina Jędrusik)
- „Zmieniłeś się” (słowa Wojciech Młynarski, wyk. Kalina Jędrusik)